# Julio Ramón Ribeyro
Julio Ramón Ribeyro Zúñiga (Lima, 31 de agosto de 1929 — Lima, 4 de dezembro de 1994) foi um escritor peruano, considerado um dos mais influentes contistas latino-americanos. É uma figura destacada da Geração do 50 de seu país, da qual também fazem parte autores como Mario Vargas Llosa, Enrique Congrains Martin e Carlos Eduardo Zavaleta.

## Obras

### Livros de contos
- 1955: Los gallinazos sin plumas.
- 1958: Cuentos de circunstancias.
- 1964: Las botellas y los hombres.
- 1964: Tres historias sublevantes.
- 1972: Los cautivos.
- 1972: El próximo mes me nivelo.
- 1974-2010: La palabra del mudo.
- 1977: Silvio en El Rosedal.
- 1987: Sólo para fumadores.
- 1992: Relatos santacrucinos.

### Romance
- 1960: Crónica de San Gabriel.
- 1965: Los geniecillos dominicales.
- 1976: Cambio de guardia.

### Teatro
- 1975: Santiago, el Pajarero.
- 1981: Atusparia

### Outros gêneros
- 1975: La caza sutil (Ensaios).
- 1975: Prosas apátridas.
- 1989: Dichos de Luder.
- 1992-1995: La tentación del fracaso (Diários).[3]
- 1996-1998: Cartas a Juan Antonio (Correspondência).